# Cối tự hành M1064
M1064 là một phiên bản pháo cối tự hành bánh xích của do Hoa Kỳ sản xuất, hệ thống bao gồm súng cối M121 (một phiên bản của súng cối M120) đặt trên khung gầm xe thiết giáp M-113.

## Thiết kế
Hệ thống bao gồm pháo M298, giá hai chân M191, tấm đế M9 một và bộ công cụ thích ứng. Với việc sử dụng một tấm đế M9 phụ trợ và chân mở rộng M191 Bipod, cối M121 có thể được tháo ra khỏi xe và triển khai trên mặt đất.
Những chiếc M1064 đầu tiên được chuyển đổi từ cối tự hành M106, pháo cối 107mm đã được thay thế bằng cối 120mm.

## Sử dụng
- Ai Cập: 36 M1064A3.[2]
- Thái Lan: 12 chiếc M1064A3 đặt hàng năm 1995 và giao hàng năm 1997.[1][3]
- Hoa Kỳ: 1076 M120/M1064A3[4]
- Việt Nam Hệ thống súng cối tự hành M113-100

## Thư viện ảnh

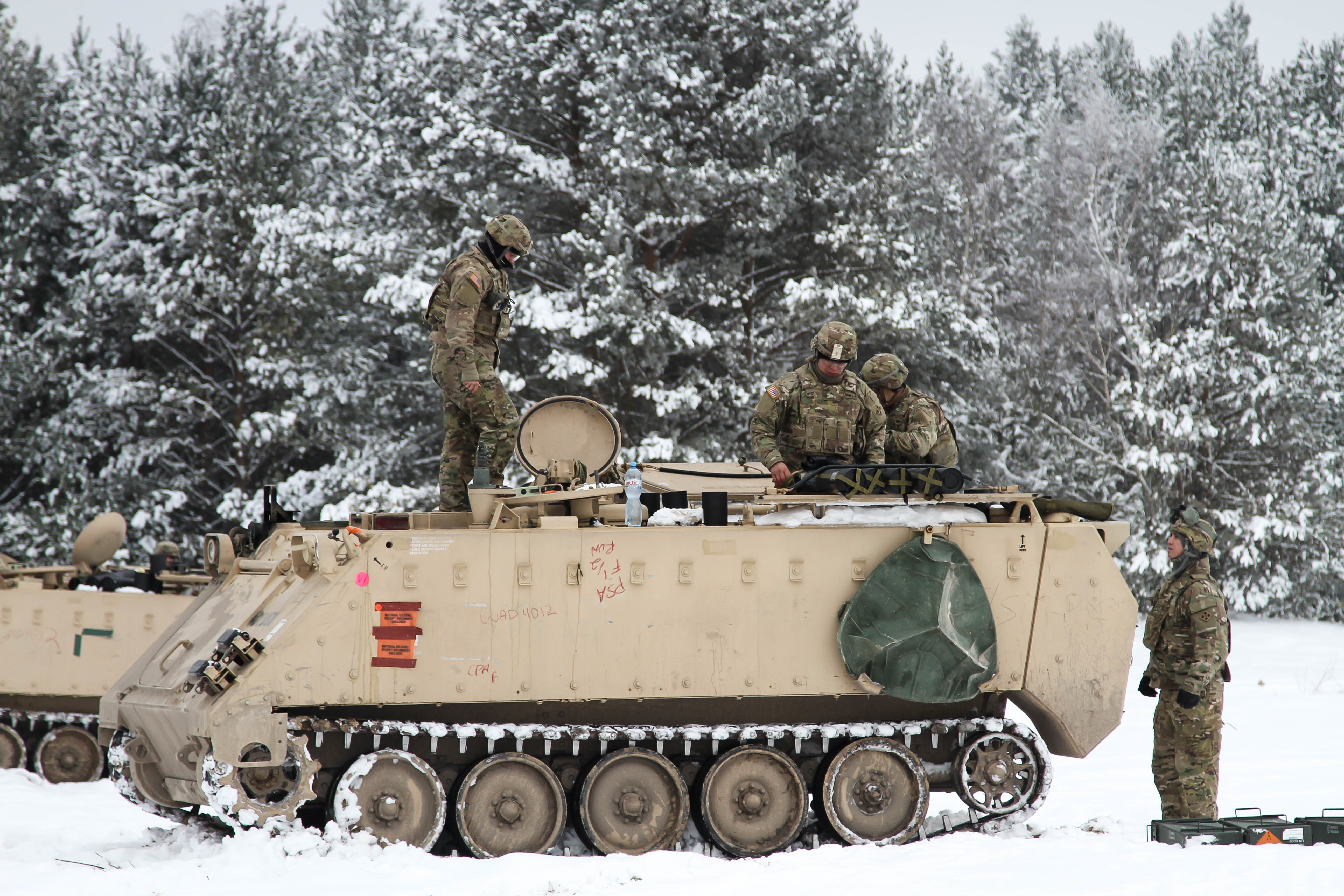
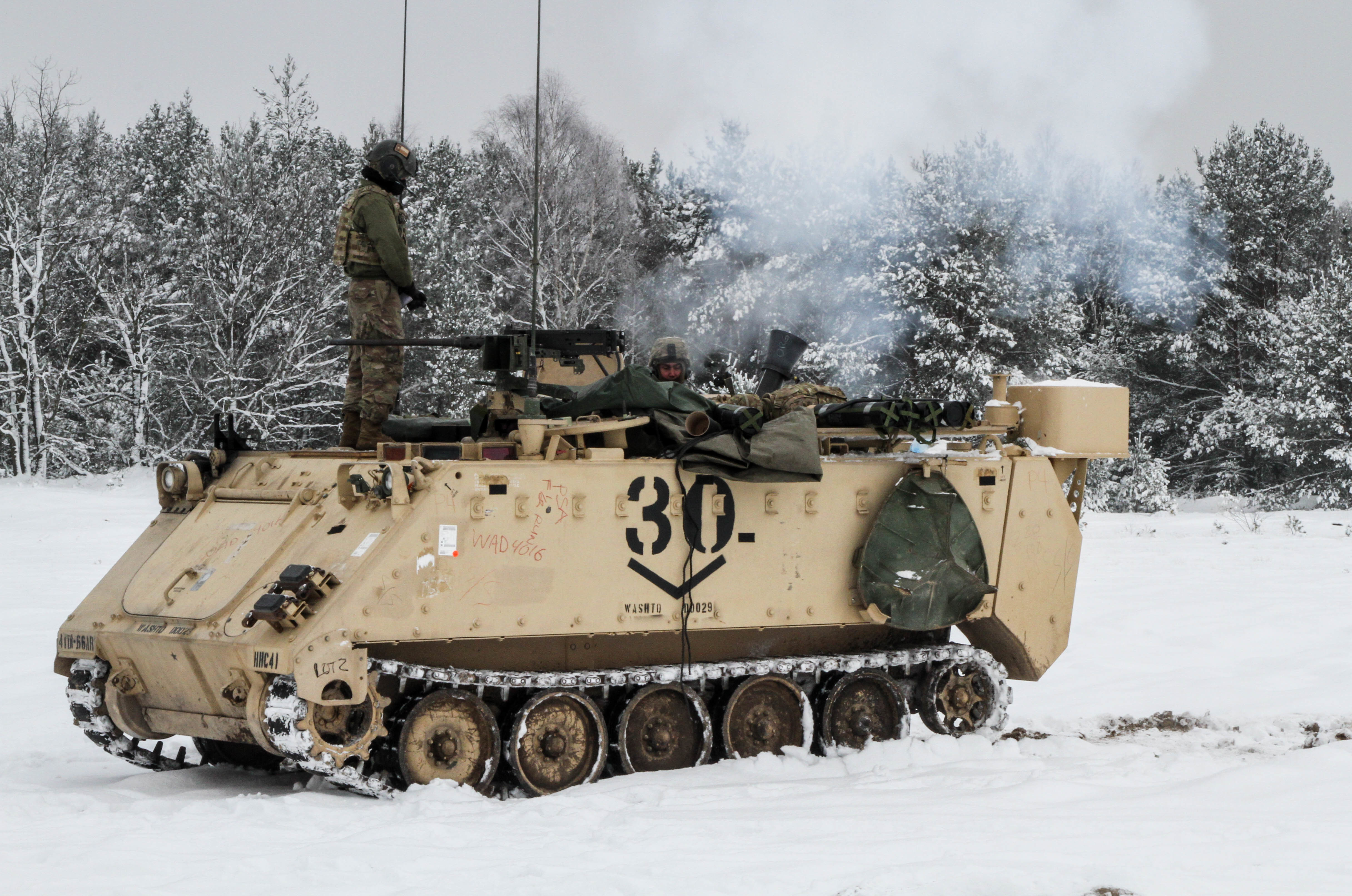
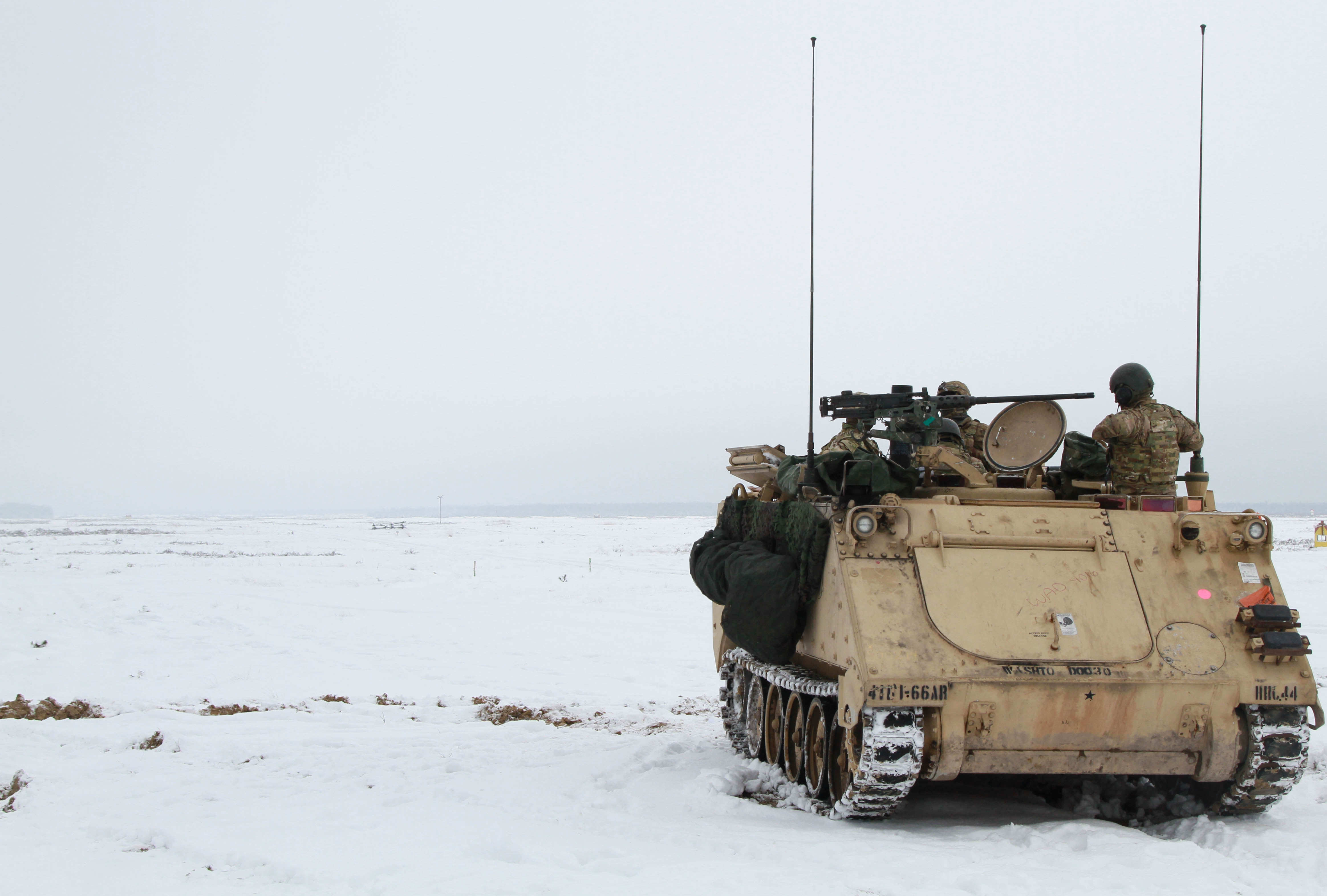
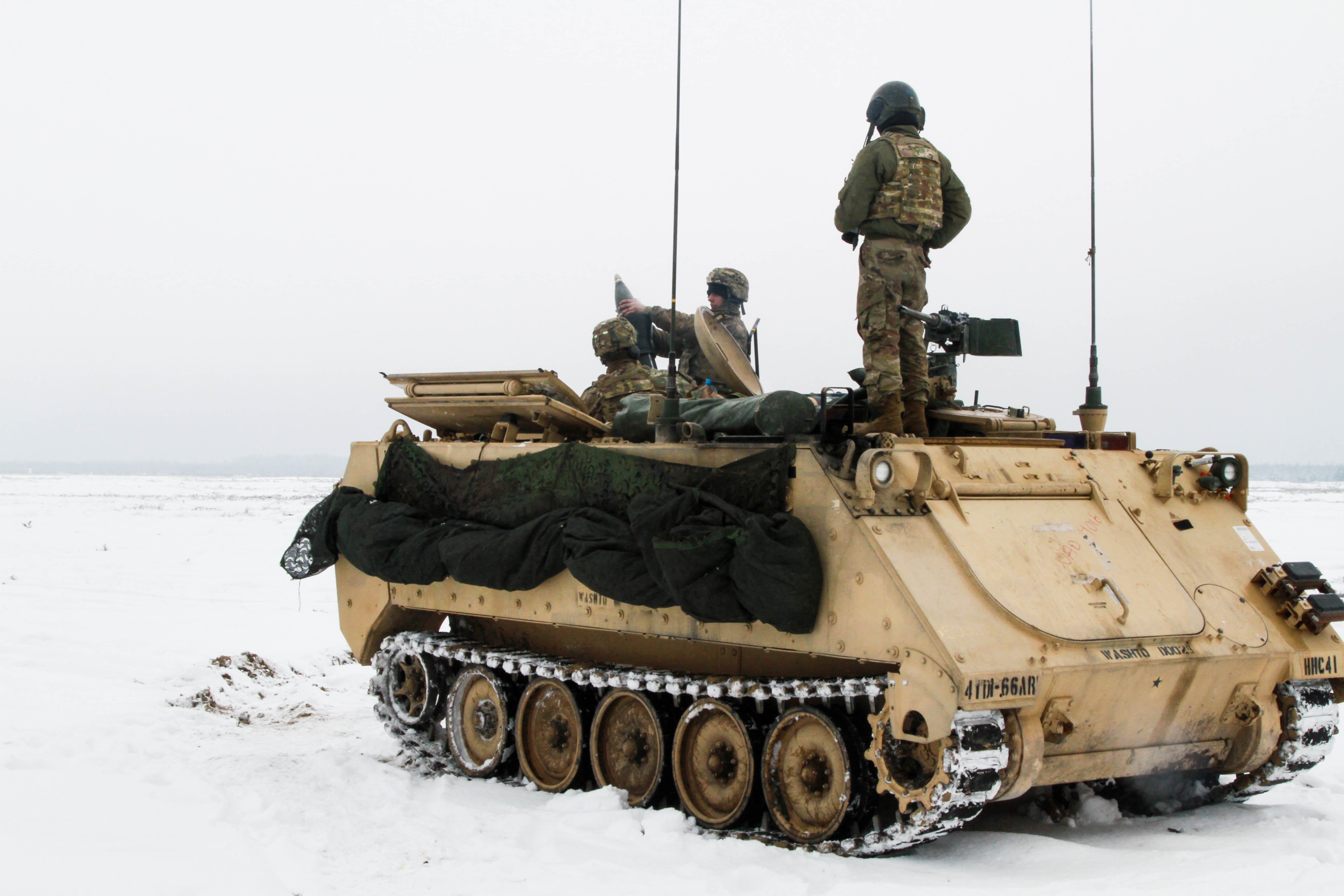
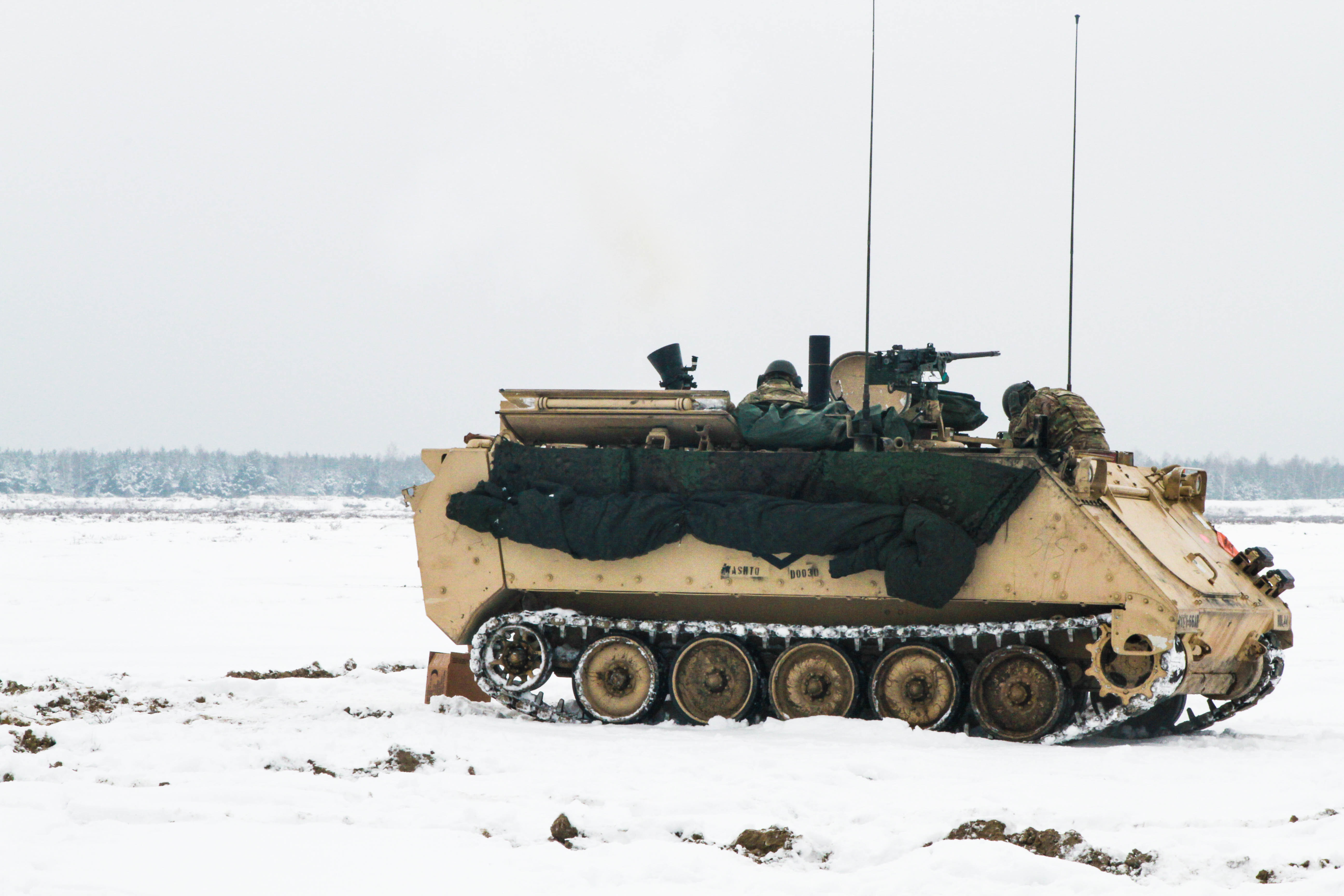
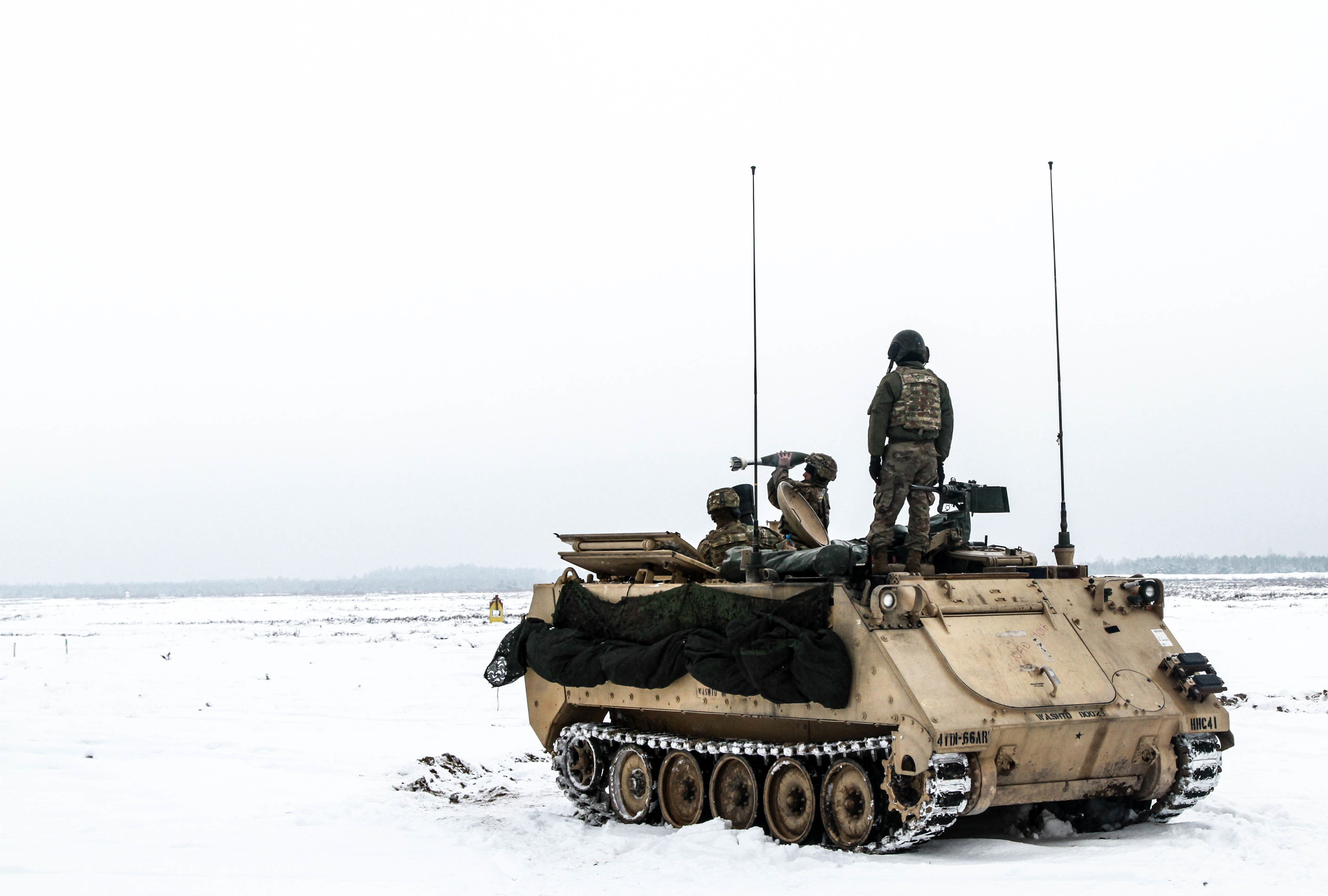
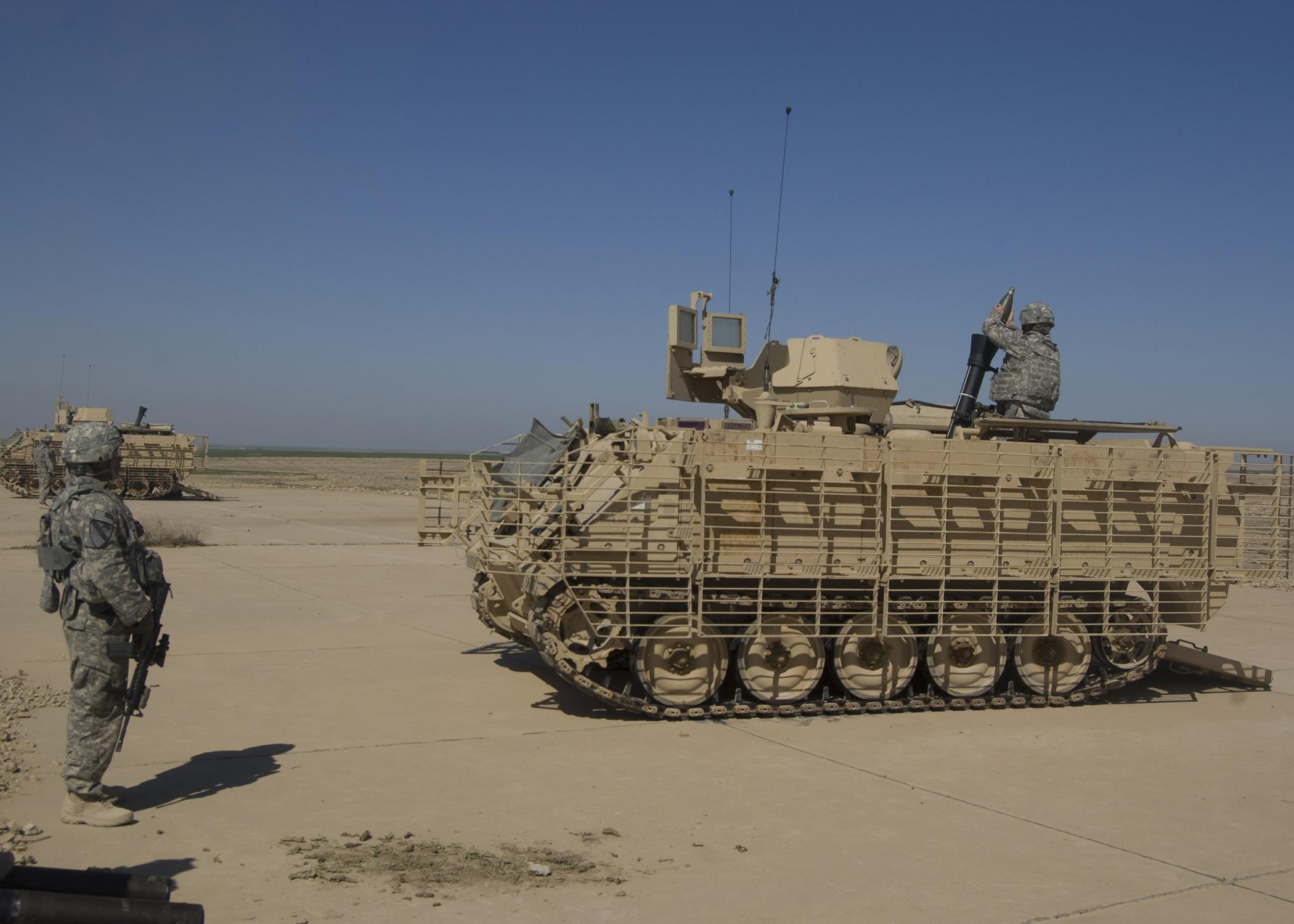
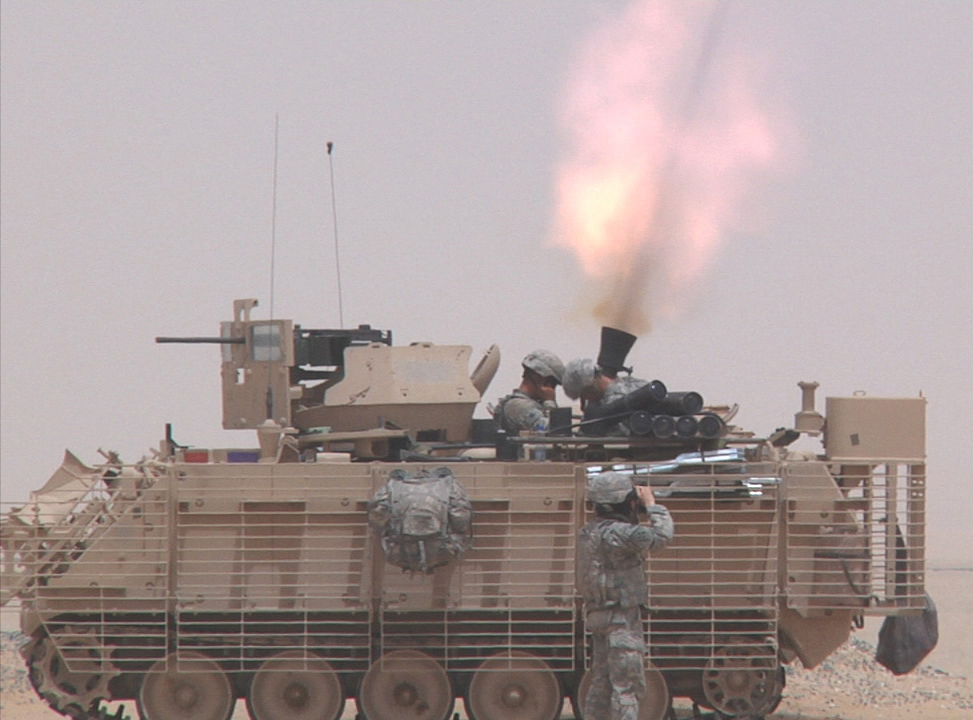
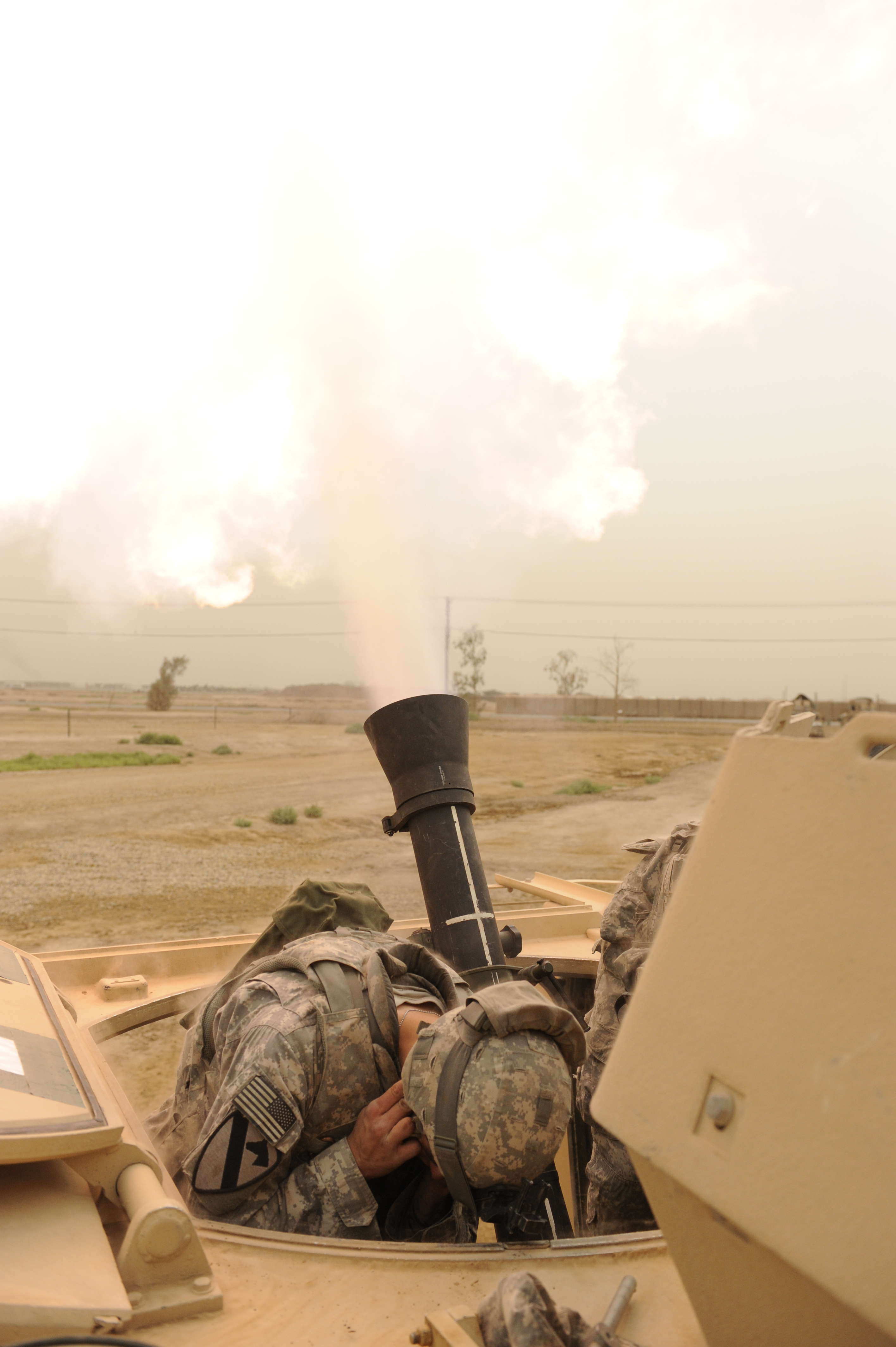
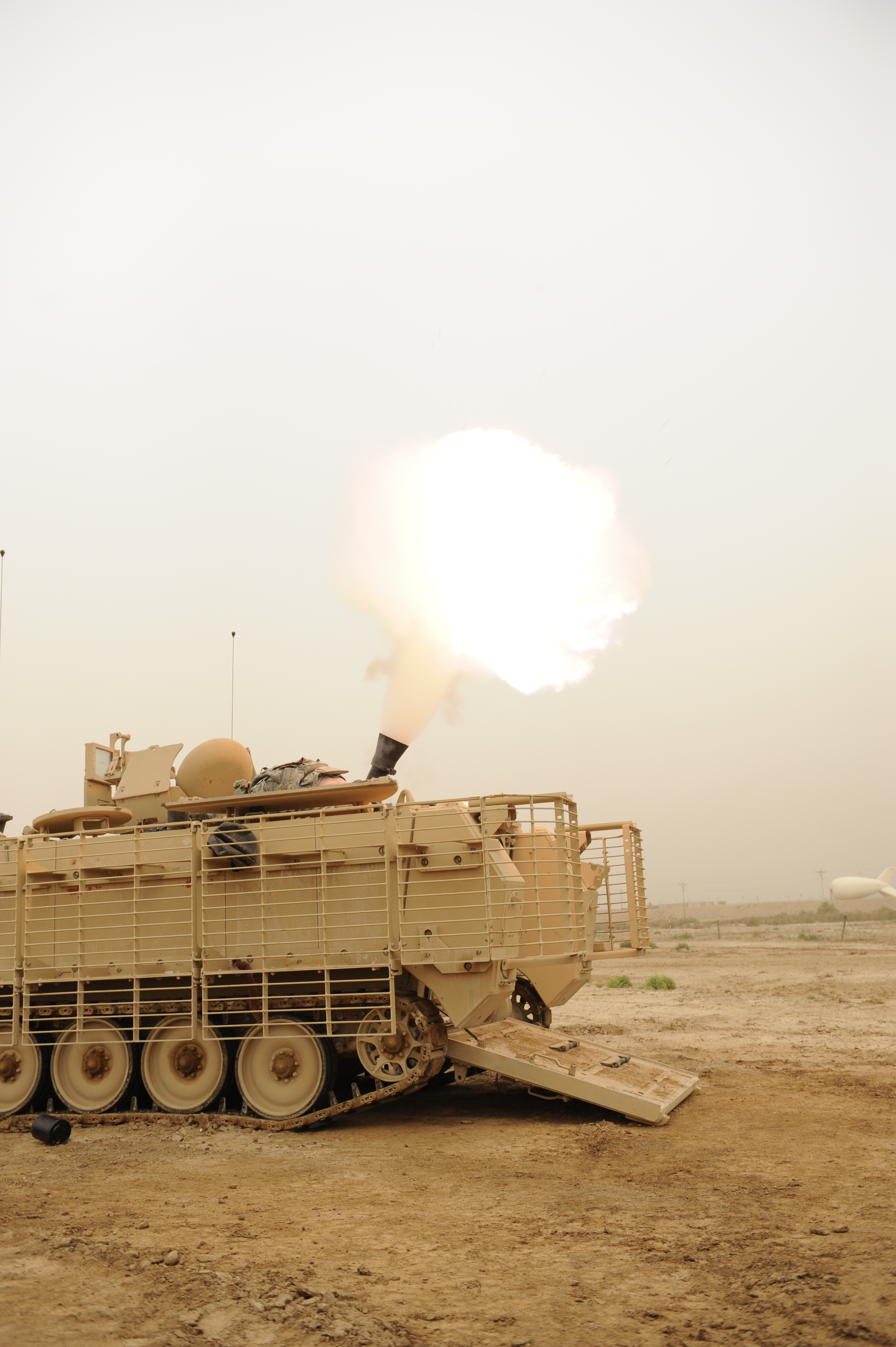
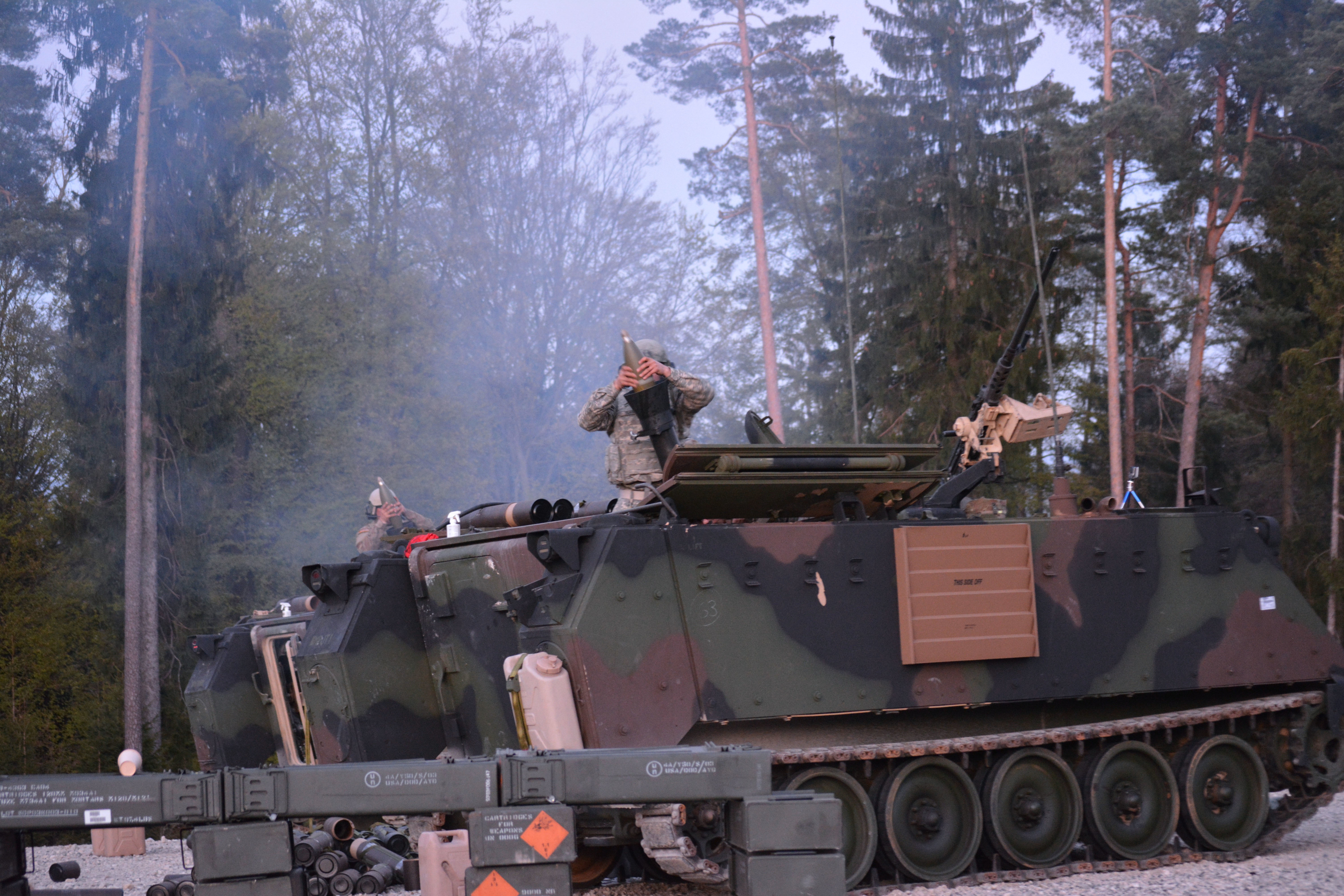
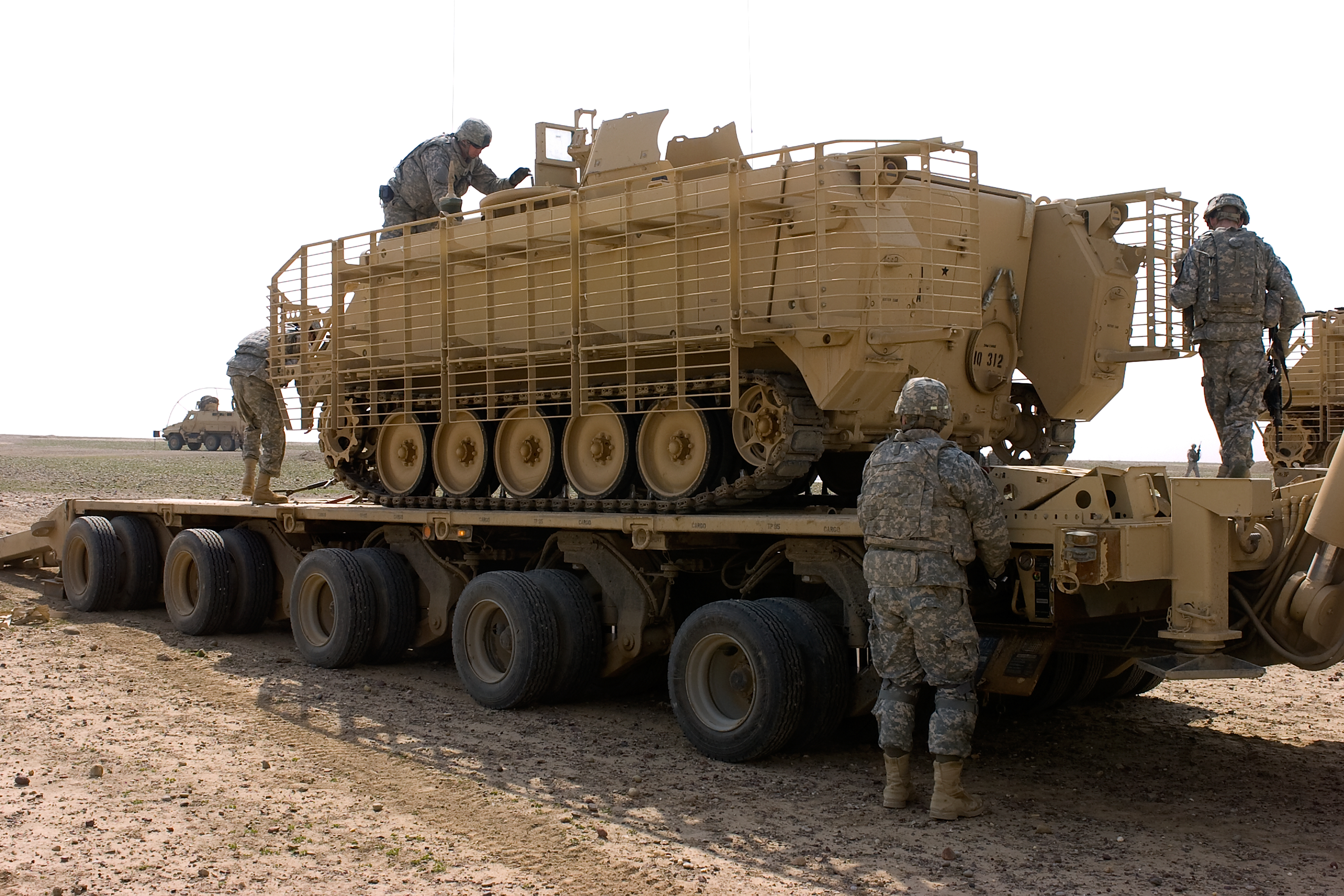
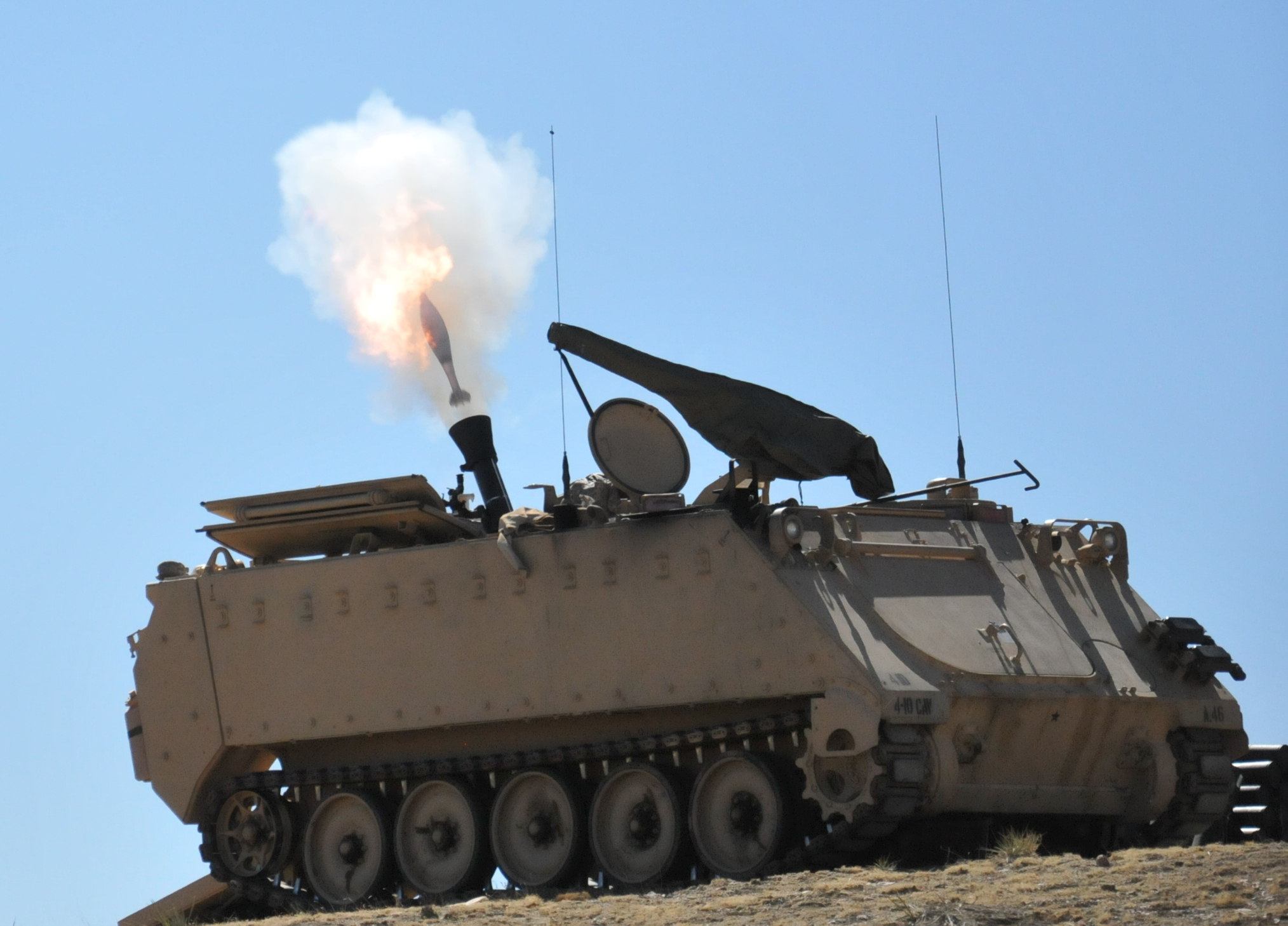
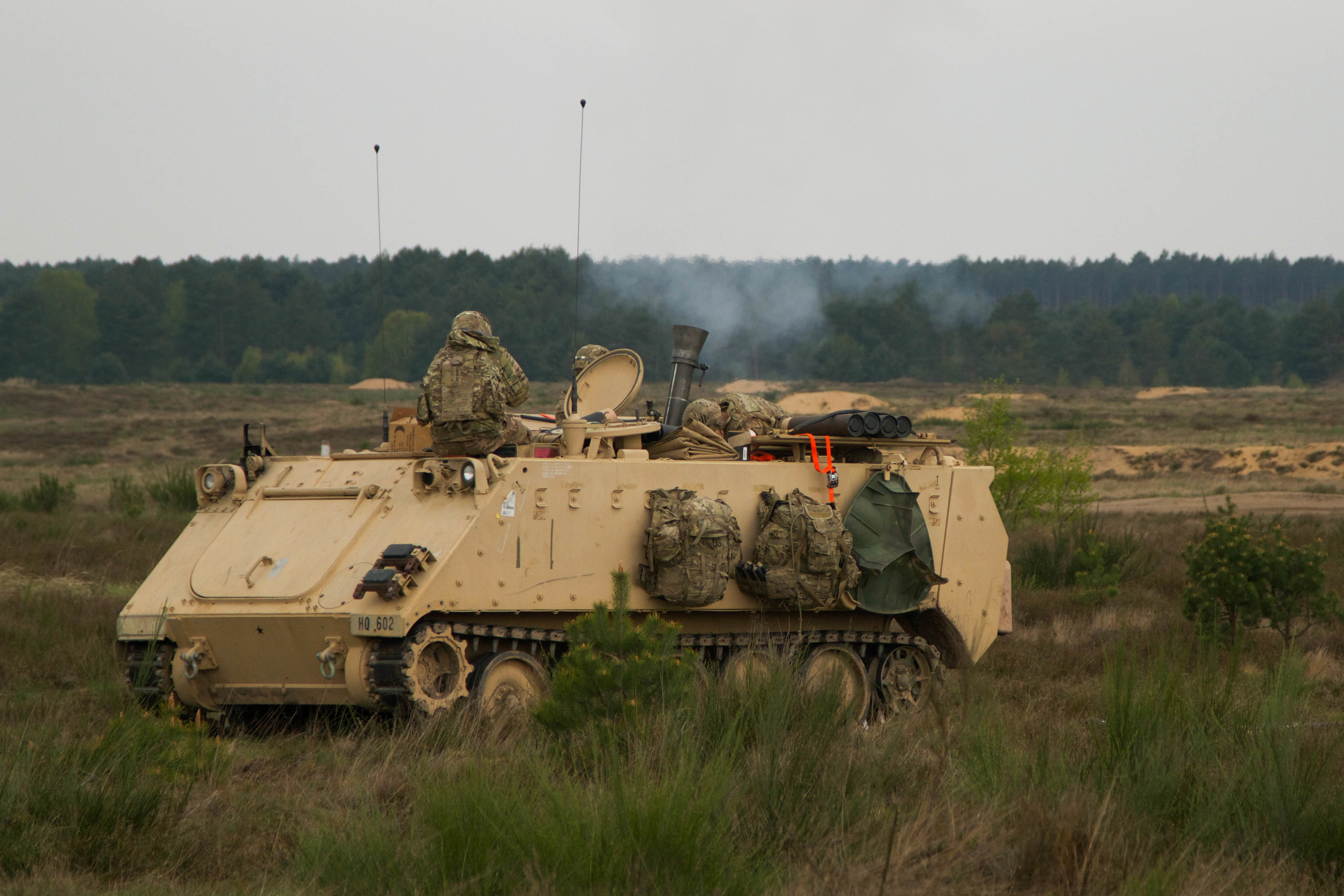
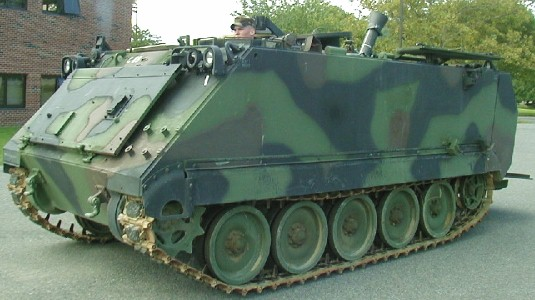
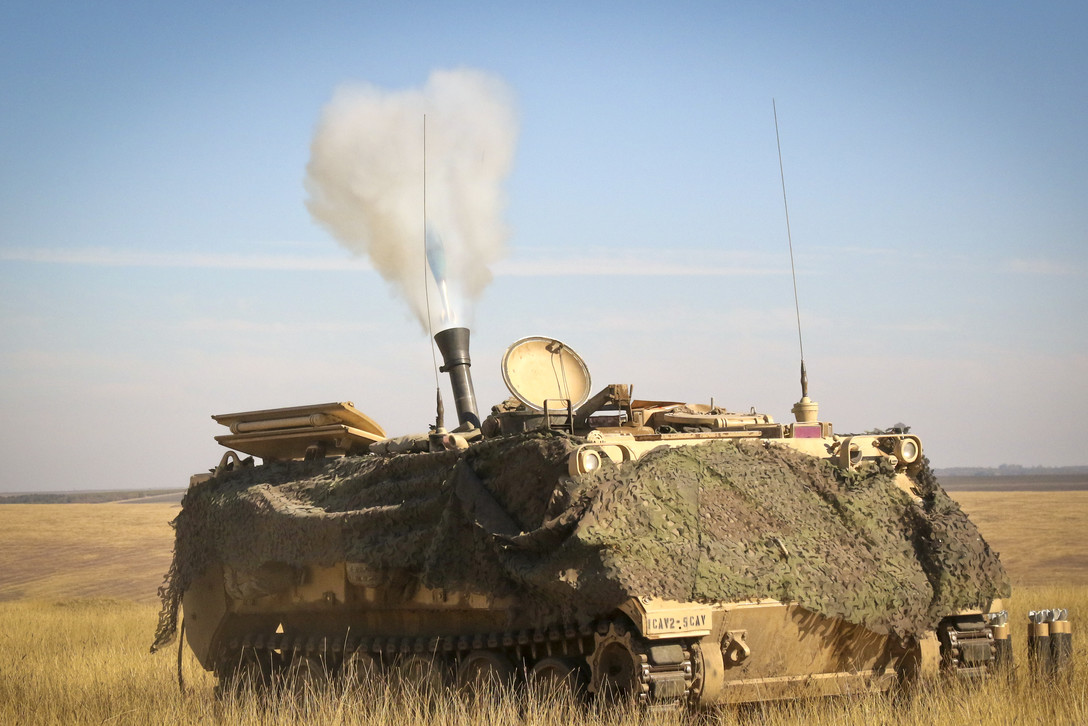
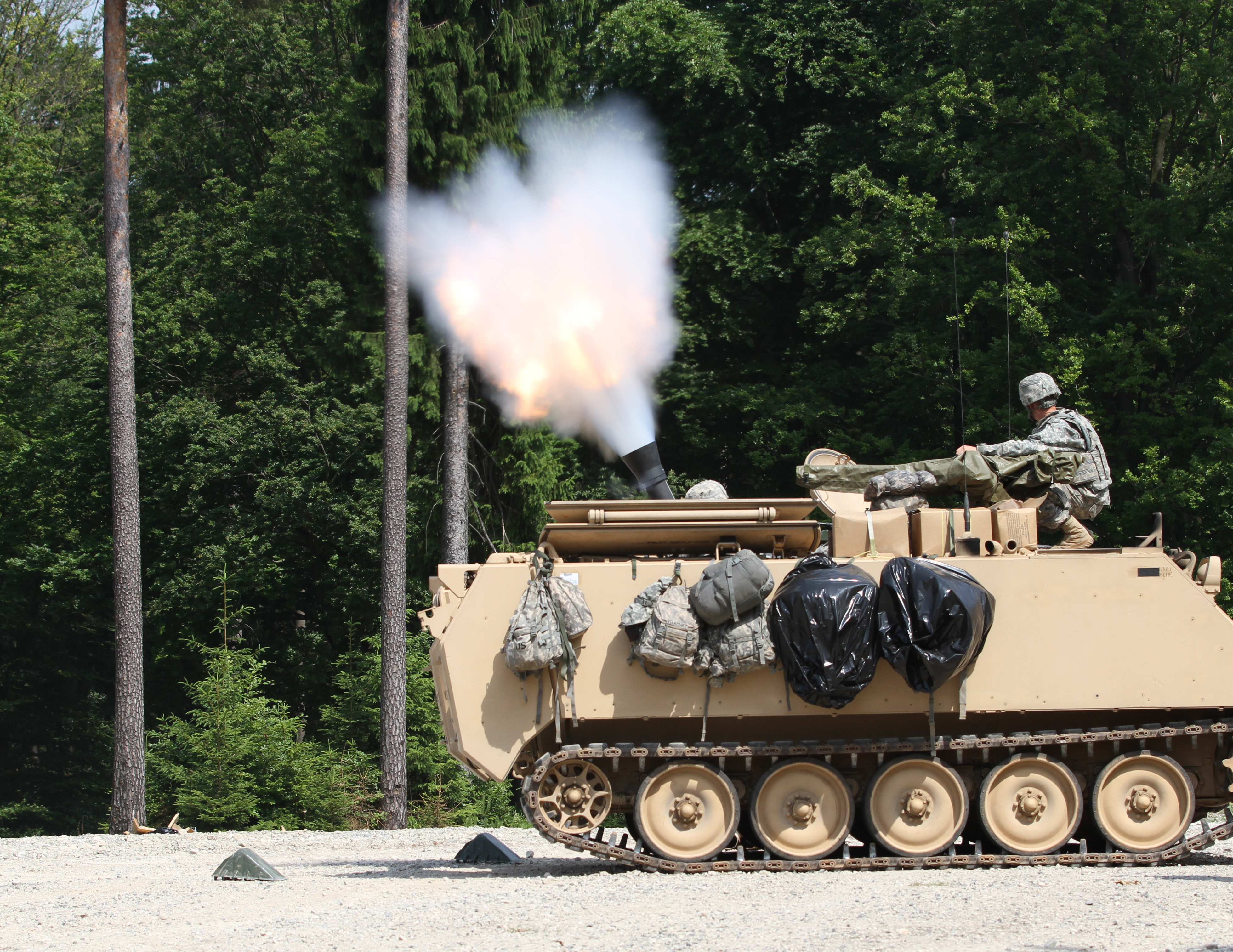
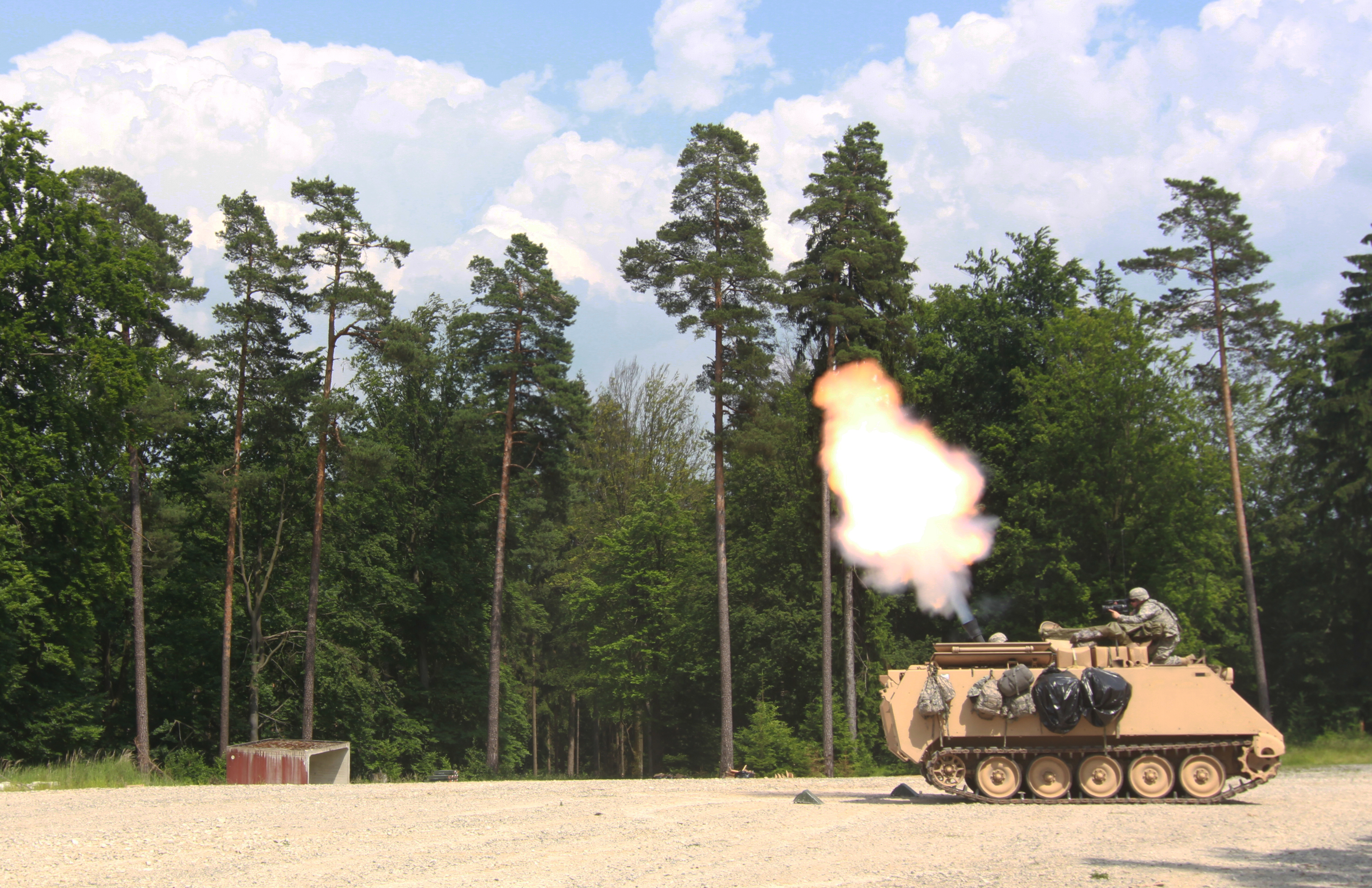
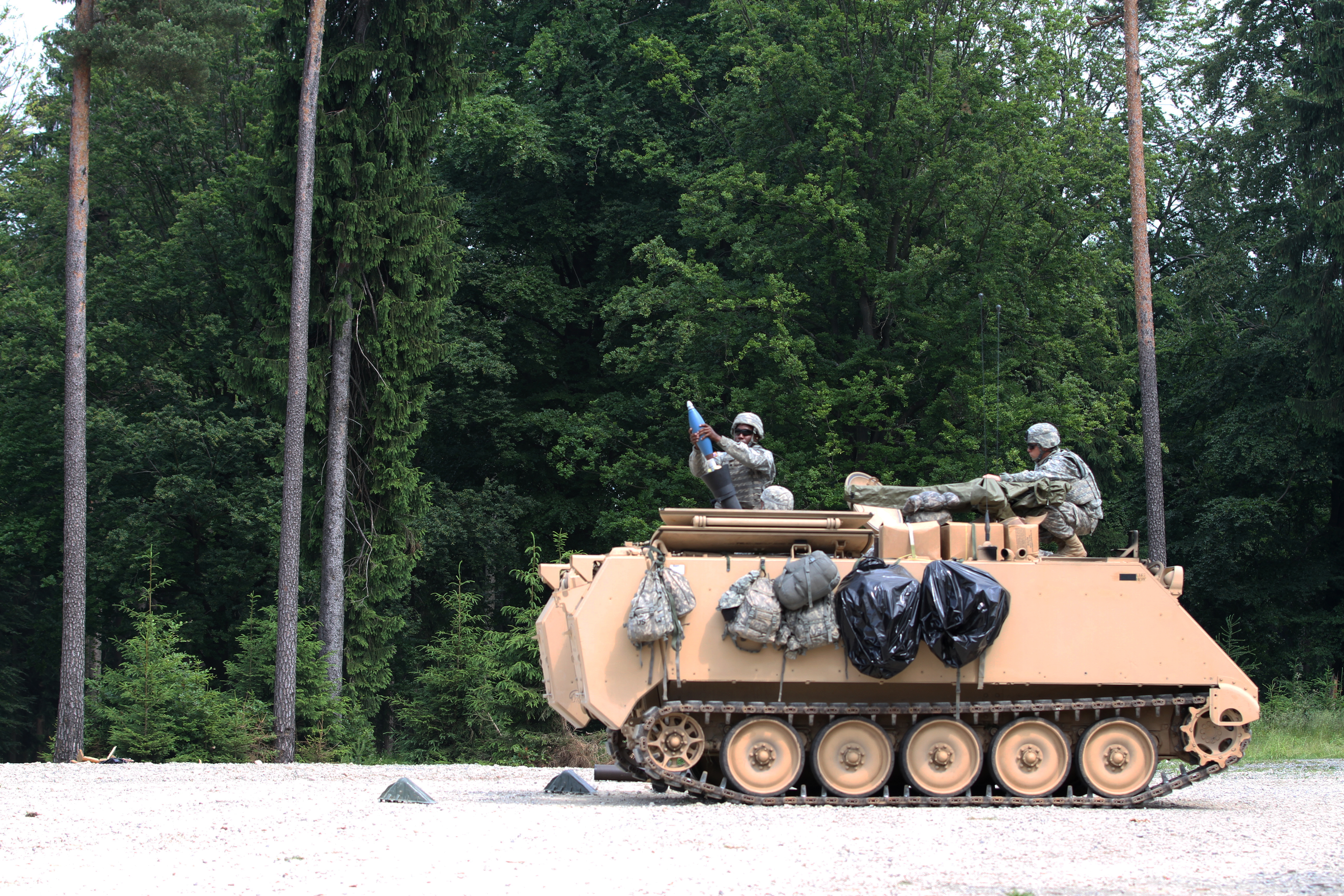
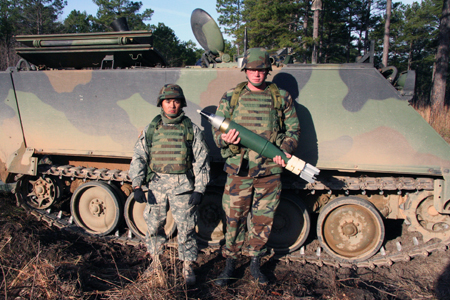